# Восковский, Анатолий Иванович
 Анатолий Иванович Восковский (4 апреля 1925 — 29 августа 1996) — разведчик 54-го гвардейского кавалерийского полка (14-я гвардейская кавалерийская дивизия) гвардии старший сержант, участник Великой Отечественной войны, кавалер ордена Славы трёх степеней.

## Биография
Родился 6 апреля 1925 года в селе Рубченки Сквирского уезда Киевской губернии (ныне - Володарского района Киевской области Украины) в семье крестьянина. Украинец.
Жил на станции Среднебелая (ныне Ивановского район Амурской области), в 1942 году окончил 7 классов. Работал в Управлении военно-строительных работ на железнодорожной станции.
В декабре 1942 года был призван в Красную армию Ивановским райвоенкоматом. В июле 1943 года окончил 23-й окружной школы снайперов Дальневосточного фронта. Службу проходил в воинских частях в городе Хабаровск, затем в Сибирском военном округе.
В боях Великой Отечественной войны с апреля 1944 года. Весь боевой путь прошёл в составе 54-го гвардейского кавалерийского полка 14-й гвардейской кавалерийской дивизии, был наводчиком противотанкового ружья, сабельником, разведчиком. Принимал участие в боях Варшаву, Магнушев, Ратенов.
С августа и до конца 1944 года части дивизии держали оборону на правом берегу реки Висла в районе города Демблин (Люблинское воеводство, Польша), севернее Пулавского плацдарма. На правый берег реки регулярно высылались разведгруппы с целью наблюдения за противником и захвата контрольных пленных. К этим действиями привлекались бойцы не только разведподразделений. В этих боях гвардии старший сержант Восковский заслужил первые боевые награды.
В ночь на 20 ноября 1944 года в составе разведгруппы из 12 бойцов гвардии старший сержант Восковский переправился на западный берег реки Висла. В районе юго-восточнее станции Заезиерце (Мазовецкое воеводство, Польша) разведчики обнаружили огневую току противника и атаковали её. В короткой схватке лично уничтожил двух гитлеровцев. Разведчики захватили и доставили контрольного пленного и документы.
Приказом по частям 14-й гвардейской стрелковой дивизии от 8 декабря 1944 года (№ 32/н) гвардии старший сержант Восковский Анатолий Иванович награждён орденом Славы 3-й степени.
В конце ноября - начале декабря 1944 года основные подразделения дивизии были выведены во второй эшелон 7-го гвардейского кавалерийского корпуса, но полк, в котором служил Восковский, оставался на позициях по правому берегу Вислы в оперативном подчинении 16-й гвардейской кавдивизии. В ночь на 9 декабря 1944 года в составе разведгруппы из 19 бойцов гвардии старший сержант Восковский переправился на левый берег Вислы, напротив города Демблин. Одним из первых ворвался в расположение противника и гранатами забросал дзот гитлеровцев. Вместе с товарищами захватил одного пленного. Был представлен к награждению орденом Славы 2-й степени.
16 января 1945 года, на второй день Висло-Одерской операции, 14-я гвардейская кавалерийская дивизия была введен в прорыв на следующий день. Кавалеристы, тесно взаимодействуя с танкистами, 18 января 1945 года завязали бой за город Лодзь. 29 января 1945 года гвардейцы вышли на Одер и на другой день форсировали реку у населённого пункта Приттаг (Пшиток, Польша) и завоевали плацдарм на западном берегу.
С 10 февраля 1945 года дивизия участвовала в Восточно-Померанской операции. В этих боях гвардии старший сержант Восковский воевал уже в рядах разведвзвода. В феврале-марте не раз отличился в разведке, 3 марта вынес с поля боя тело погибшего командира взвода Липатова А. Ф.. Награждён двумя орденами Красной Звезды.
Приказом по войскам 1-го Белорусского фронта от 21 февраля 1945 года (№ 462/н), за бой в декабре 1944 года) гвардии старший сержант Восковский Анатолий Иванович награждён орденом Славы 2-й степени.
С 19 апреля 1945 года дивизия участвовала в Берлинской стратегической операции, с 26 апреля вела бои на подступах к городу Ратенов (Германия).
27 апреля 1945 года в бою в западной части города Ратенов гвардии старший сержант Восковский с группой разведчиков обеспечивал действия двух кавалерийских эскадронов. При отражении контратаки превосходящих сил противника лично уничтожил около 15 гитлеровцев. Был представлен к награждению орденом Славы 1-й степени. Боевой путь закончил в городе Бранденбург. После Победы остался в армии, был направлен на учёбу в военное училище.
Указом Президиума Верховного Совета СССР от 15 мая 1946 года гвардии старший сержант Восковский Анатолий Иванович награждён орденом Славы 1-й степени. Стал полным кавалером ордена Славы.
В 1952 году окончил Второе военно-автомобильное училище. В 1948 году вступил в КПСС. Службу проходил в родном городе Сталинград (Волгоград), в 1957 году окончил 10 классов средней школы № 43.
В 1974 году в звании майора технической службы уволен в запас.
Жил в городе Волгоград. Работал в морской школе ДОСААФ. Участник Парада на Красной площади в Москве 9.5.1995 в ознаменование 50-летия Победы в Великой Отечественной войне.
Скончался 29 августа 1996 года. Похоронен на Димитровском (Центральном) кладбище в городе Волгоград.

## Награды
- орден Отечественной войны I степени (11.03.1985)[4]
- Орден Красной Звезды(19.03.1945)[5]
- Орден Красной Звезды(16.05.1945)[6]
- орден Славы I степени(15.05.1946)[7]
- орден Славы II степени(21.02.1945)[8]
- орден Славы III степени (08.12.1944)[9]
  - медали, в том числе:
  - Медаль «За боевые заслуги»[2]
  - Медаль «За освобождение Варшавы»  (9.06.1945)[3]
  - «За победу над Германией в Великой Отечественной войне 1941—1945 гг.» (1945)[10]

## Память
- На Димитровском (Центральном) кладбище в Волгограде на могиле Героя установлен надгробный памятник.